# Serge Stoléru
 (janvier 2020).
Pour les articles homonymes, voir Stoléru.
Serge Stoléru, né le 2 juin 1952 à Lyon et mort le 10 janvier 2020 à Paris, est un médecin, psychiatre et chercheur à l'INSERM. 

## Biographie
Le père de Serge Stoléru, Jean, quitte la Roumanie en 1926 pour Lyon où il termine ses études de médecine. Serge est élève au lycée du Parc. Il est lauréat du concours général de philosophie en 1969. Serge Stoléru a une sœur, l'actrice Josiane Stoléru, et il est le cousin germain de l'homme politique Lionel Stoléru.
Serge Stoléru fait des études de médecine à Lyon. Il est interne de 1975 à 1980 et docteur en médecine en 1980. De 1982 à 1985 il est chef de clinique à Paris. En 1984 il obtient, à Lyon, le certificat d'études spéciales de psychiatrie, option psychiatrie de l'enfant. À partir de 1986 il est chargé de recherche à l'Institut national de la santé et de la recherche médicale (INSERM). Il soutient, en 1986, une thèse de doctorat en psychologie à l'université Paris-Descartes : Psychothérapies mère-nourrisson dans les familles à problèmes multiples, sous la direction de Serge Lebovici . Serge Stoléru dirige un groupe de recherche au sein du Centre de recherche en épidémiologie et santé des populations (Cesp) de l'Inserm de Villejuif.
Il étudie l'interface entre les phénomènes mentaux et leurs soubassements cérébraux. Il développe un format d'entretien clinique qu'il appelle « entretien semi-structuré mulitregistres ». Il utilise une technique de neuro-imagerie pour comprendre les bases du désir sexuel. Il explique que « sa vision des pulsions sexuelles, sur la base de ses travaux par IRM et TEP, peut être schématisée par une balance avec deux plateaux : l'un active le désir sexuel et l'autre le contrôle, au sens où il inhibe. » Il qualifie ce modèle de « neurophénoménologique », expression qui signifie ce que l'individu ressent et vit. Ses recherches essaient de comprendre le lien entre cette phénoménologie et ce qui se produit dans le cerveau. Autrement dit, de répondre à la question : pourquoi l'individu passe à l'acte sexuel quand il ressent un désir ?.

## Publications
- Le Nourrisson, la Mère et le Psychanalyste, 1983, Le Centurion, avec Serge Lebovici.
- Psychopathologie du nourrisson et du jeune enfant, Paris, 1988, Masson, 1988, 278 p. (co-auteur Philippe Mazet)
- Psychothérapies mère-nourrisson dans les familles à problèmes multiples, 1989, P.U.F., coll. Le fil rouge, 285 p. (co-auteur Martine Moralès-Huet). lire en ligne sur Gallica
- Un Cerveau nommé désir : Sexe, amour et neurosciences, Paris, 2016, Odile Jacob, 346 p.
- Le psychanalyste portable : Une nouvelle approche de la connaissance de soi, 2020, Odile Jacob